# Pearl, Mississippi
Pearl är en ort i Rankin County i delstaten Mississippi, USA.